# Achsensyndrom
Achsensyndrom bezeichnet in der Psychopathologie eine Gruppe von regelhaft gemeinsam auftretenden Achsensymptomen bei psychiatrischen oder neurologischen Erkrankungen. Als Achsensymptom wiederum werden wichtige Krankheitserscheinungen (Symptome) bezeichnet, die bei verschiedenen Krankheitsbildern auftreten, die zwar unterscheidbar sind, aber zusammengehören. So stellt die Gedächtnisstörung das Achsensymptom der Hirnatrophien und Demenzen dar.
Der Gegenbegriff zum Achsensymptom ist das Randsymptom.

## Beispiele
Es wurden in der Literatur zahlreiche Achsensyndrome beschrieben. Zum Beispiel:
- Endomorph-zyklothymes Achsensyndrom[2] (siehe bipolare Störung)
- Hirnorganisches Achsensyndrom[3] (siehe hirnorganisches Psychosyndrom)
- Hirnorganisches psychisches Achsensyndrom = frühkindliches exogenes Psychosyndrom
- Suizidales Achsensyndrom[4] (siehe Suizidalität)
- Therapeutisches Achsensyndrom neuroleptischer Medikamente[5] (siehe Neuroleptika #Unerwünschte Wirkungen)